# Жизнь Василия Фивейского
«Жизнь Василия Фивейского» — повесть Леонида Андреева, впервые опубликованная с посвящением Ф. И. Шаляпину в сборнике товарищества «Знание» за 1903 год в 1904 году. В последующих изданиях посвящение снято.

## История создания
Толчком к созданию повести стала рукописная исповедь священника Александра Ивановича Апполова, который под влиянием учения Льва Толстого отказался от сана.
В начале апреля 1902 года Андреев известил Н. К. Михайловского: «Рассказ, предназначенный для „Р<усского> Б<огатства>“ (называется „о. Василий“), написан, остается отделать. Пришлю его к 15—20 апреля, а может быть, и раньше — как позволит газетная канитель». Однако в дальнейшем работа замедлилась.
8 октября 1903 года М. Горький написал К. П. Пятницкому: «Ура! Был у Леонида. Мирились. Чуть-чуть не заревели, дураки. Его „Отец Василий Фивейский“ — огромная вещь будет. Но не скоро! — Лучше этого — глубже, яснее и серьёзнее — он ещё не писал. Очень, очень крупная вещь! Вы увидите!». В беседе с литератором П. М. Пильским Андреев сказал о М. Горьком: «Все время он умел меня только окрылять и бодрить. „Василия Фивейского“ я писал долго; много работал над ним; наконец, он мне надоел и стал казаться просто скучным. Как раз приехал Горький, и я ему прочитал „Фивейского“. Читаю, устал, не хочется языком ворочать, все знакомо. Наконец кое-как дошел до конца. Думаю: никуда не годится. Поднимаю голову — смотрю, у Горького на глазах слезы, — вдруг он встает, обнимает меня и начинает хвалить моего „Фивейского“ — и так хвалит, что у меня снова — и вера в себя и любовь к этому надоевшему мне „Фивейскому“…».
В конце ноября 1903 года Андреев пишет М. Горькому: «…посылаю рассказ — но дело вот в чём: последние четыре страницы набирать и посылать не нужно, так как хочу я их сильно переделать. Именно: меньше слез и больше бунта. Под самый конец Василий Фивейский распускает у меня нюни, а это не годится, и даже по отношению к этому человеку мерзко. Он должен быть сломан, но не побежден».
В 1909 году в издательстве «Шиповник» вышел литературный сборник «Италии» (в пользу пострадавших от землетрясения в Мессине). В сборнике помещен отрывок «Сон о. Василия», никогда не включавшийся автором в публикуемый текст «Жизни Василия Фивейского» и никогда впоследствии не переиздававшийся. В Архиве Гуверовского института (Станфорд, США) хранится рукопись ранней редакции «Жизни Василия Фивейского», датированная 11 ноября 1903 года, где «Сон о. Василия» занимает место в шестой главе после слов: «И мучительные, дикие сны огненной лентой развивались под его черепом».

## Сюжет
Повесть рассказывает о судьбе сельского священника отца Василия. Отец Василий, сын священника женат и имеет двух детей — Настю и Василия.
На седьмой год их жизни случается трагедия — гибнет их сын Василий, утонув в реке. Жена Василия, не в силах пережить утрату, начинает пить. У неё появляется навязчивая мысль зачать нового сына, в котором «воскреснет» погибший. В жизни семьи начинается разлад.
Спустя четыре года попадья беременеет, но сын рождается идиотом. Она продолжает пить и психическое состояние её ухудшается.
Накануне Страстной пятницы после исповеди нищего калеки, который рассказывает, что изнасиловал и убил девочку-подростка, отец Василий решает снять с себя сан и уехать вместе с женой и дочерью из села, оставив сына на воспитание. Это решение на три месяца вносит относительный покой семье.
Летом того же года, двадцать седьмого июля в доме отца Василия случается пожар, в котором погибает его жена. Это производит в его душе переворот, он отправляет дочь к сестре в город и остается жить в новом доме с идиотом.
После гибели крестьянина Семена Мосягина, во время отпевания отец Василий, обращаясь к трупу, говорит: «Тебе говорю, встань!»
Но мертвец не оживает, и отец Василий в ярости выбегает из церкви и из села. В трех верстах от села отец Василий умирает.

## Оценка
Внимание критиков было сконцентрировано на образе поднимающего бунт против бога сельского священника.
Ф. Белявский в статье «Вера или неверие?» осуждал героя рассказа за «гордое настроение ума», несовместимое с христианским смирением, верою, причину его несчастья Ф. Белявский усматривал не в социальной и общественной одинокости Василия Фивейского, а в «отсутствии духовной жизнеспособности». Православный миссионер Л. Боголюбов критиковал Андреева за «декадентство», а Василия Фивейского объявлял душевнобольным.
Священник Н. Колосов 15 декабря 1904 года в Московском епархиальном доме выступил с лекцией «Мнимое крушение веры в рассказе Леонида Андреева „Жизнь Василия Фивейского“». По словам Н. Колосова, «тип о. Василия Фивейского есть тип уродливый и до крайности неправдоподобный. Такие типы среди духовенства, и в особенности сельского, могут встретиться разве только лишь как редкое исключение, как бывают люди с двумя сердцами или двумя желудками…». С церковными публицистами солидаризировался Н. Я. Стародум, добавив от себя, что «Жизнь Василия Фивейского» это «надругательство над священником, над его саном, над его семейной жизнью, над его горем, над его сомнениями, над его горячею верою и над Верою вообще».
Иным было восприятие рассказа либеральной и демократической критикой. Н. Геккер отмечал, например, «несравненные» художественные достоинства произведения, И. Н. Игнатов писал, что в «Жизни Василия Фивейского» Андреев изображает «общечеловеческие страдания», и хвалил превосходный язык произведения, С. Миргородский сравнивал Андреева с Эдгаром По и Шарлем Бодлером, находил, что «Жизнь Василия Фивейского» написана с «излишней жестокостью», но добавлял, что в произведении много «психологических тонкостей» и «художественных перлов». О глубине содержания «Жизни Василия Фивейского» рассуждал Л. Н. Войтоловский.
За подписью «Журналист» в «Русском богатстве», в августе 1904 года, была напечатана статья В. Г. Короленко, посвященная сборникам «Знания». «В этом произведении, — писал он о „Жизни Василия Фивейского“, — обычная, уже обозначившаяся (например, в „Мысли“) манера этого писателя достигает наибольшего напряжения и силы, быть может, потому, что и мотив, взятый темой для данного рассказа, значительно обще и глубже предыдущих. Это вечный вопрос человеческого духа в его искании своей связи с бесконечностию вообще и с бесконечной справедливостью в частности. Свою задачу автор ставит в подходящие условия, при которых душевный процесс должен развернуться в наиболее чистом и ничем не усложненном виде <…>… Тема — одна из важнейших, к каким обращается человеческая мысль в поисках за общим смыслом существования». Указав далее на мистический тон повествования Андреева, В. Г. Короленко не согласился с субъективной концепцией Андреева относительно преднамеренности страданий Василия Фивейского и его упований на чудо. «…Я не признаю с Василием Фивейским преднамеренности страдания и не стану вымогать благого чуда, но я не вижу также оснований на место доброй преднамеренности ставить преднамеренность злую. Я просто буду жить и бороться за то, что уже теперь сознаю своим умом и ощущаю чувством как несомненные элементы предчувствуемого мною великого, живого, бесконечного блага».
«Жизнь Василия Фивейского» заинтересовала символистов. В рецензиях на первый сборник «Знания» в журнале «Весы» утверждалось, что, кроме этого рассказа, в сборнике «нет больше ничего интересного» и что «рассказ этот кое-где возвышается до символа». Сопоставляя Андреева с А. П. Чеховым, другой рецензент отмечал: «Оба они тяготеют к символизму, за грани эмпирического, по ту сторону земной жизни, иногда, быть может, вполне бессознательно».
Специальную статью «Жизни Василия Фивейского» посвятил Вяч. Иванов. «Талант Л. Андреева, — писал он, — влечет его к раскрытию в людях их характера умопостигаемого, — не эмпирического. В нашей литературе полюс проникновения в характеры умопостигаемые представлен Достоевским, в эмпирические — Толстым. Л. Андреев тяготеет этой существенною своею стороною к полюсу Достоевского».
На Валерия Брюсова «Жизнь Василия Фивейского» произвела впечатление «тяжелого кошмара». В. Брюсов тоже согласен, что это произведение — наиболее значительное в сборнике «Знания», но предъявляет автору серьёзный, с его точки зрения, упрёк. В обзоре русской литературы за 1904 год для английского журнала «Атенеум» В. Я. Брюсов утверждал: «При внешнем таланте изображать события и душевные состояния, Л. Андреев лишён мистического чувства, лишён прозрения за кору вещества. Грубо-материалистическое мировоззрение давит дарование Л. Андреева, лишает его творчество истинного полёта».
В очерке «Памяти Леонида Андреева» Александр Блок началом своей связи с Андреевым, задолго до их личного знакомства, называет «Жизнь Василия Фивейского»: «…я помню потрясение, которое я испытал при чтении „Жизни Василия Фивейского“ в усадьбе, осенней дождливой ночью (…)… Что катастрофа близка, что ужас при дверях, — это я знал очень давно, знал ещё перед первой революцией, и вот на это моё знание сразу ответила мне „Жизнь Василия Фивейского“…».
В феврале 1904 года, воспользовавшись приездом в Москву А. П. Чехова, Андреев дал ему для прочтения ещё не вышедший в свет рассказ «Жизнь Василия Фивейского». Состоялся ли у А. П. Чехова разговор с Андреевым по поводу рассказа — неизвестно. Но позже О. Л. Книппер вспоминала, что после чтения «Жизни Василия Фивейского» в сборнике «Знание» в Ялте А. П. Чехов сказал ей: «„Знаешь, Дуся, как я сейчас напугался, ужас как страшно стало“, — а у самого выражение лица хитрое такое, весёлое, и глаз один прищурился».
Повышенная экспрессия рассказа скоро стала восприниматься Андреевым как его недостаток, в 1904 году он писал М. Горькому: «Огромный недостаток рассказа — в его тоне. Не знаю, откуда это у меня явилось — но в последнее время сильно тянет меня к лирике и некоторому весьма приподнятому пафосу. Приподнятость тона сильно вредит „Василию Фивейскому“, так как, по существу, ни к громогласной лирике, ни к пафосу я не способен. Хорошо я пишу лишь тогда, когда совершенно спокойно рассказываю о неспокойных вещах и не лезу сам на стену, а заставляю стену лезть на читателя».

## Экранизации
- 1990 — «Очищение»